# Онищенко Володимир Андрійович
Онищенко Володимир Андрійович (23 січня 1960) — український сценарист, кінорежисер.

## Життєпис
Закінчив кінофакультет Київського державного інституту театрального мистецтва ім. І.Карпенка-Карого (1986). Кінорежисер-постановник Київської кіностудії ім. О. П. Довженка (з 1987). Також кіноактор (виконав роль в україномовній кінострічці «Женихи» (1985). 

## Доробок
Режисер-постановник стрічок
- «Сміттєвий вітер» (1986, Гран-прі кінофестивалю «Пролог», Приз МКФ «Молодість»),
- «Дорога через руїни» (1988),
- «Капітан Крокус і Таємниця маленьких змовників» (1990, Призер МКФ Дитячого кіно в Багдаді (Ірак, 1992),
- «Об'єкт «Джей» (Приз глядацьких симпатій МКФ «Улыбнись, Россия»), (1995),
- «Запороги» (телесеріал, 10 серій) (2005-2007),
- «Той, Хто пробудив Кам'яну Державу» (2006),
- «Тільки кохання» (телесеріал, 100 серій) (2009),
- «Повернення Мухтара-2» (телесеріал, 8, 9 сезон) (2012–2013),
- «Небезпечне місто» (телесеріал) (2015).

Член Національної Спілки кінематографістів України.
1991-93 рр. — УТ-1, УТ-2. Автор, режисер-постановник та ведучий програми «Стоп», та тележурналу «Стоп — токінг», «Народний календар» (1 -й Національний канал).
2000 рр. — Режисер-постановник циклу програм «Таємні
історії» («Інтер», 5 випусків) .
2001-02 рр. -
Автор сценаріїв, режисер- постановник телевізійного альманаху «Будемо жити!» (1-й Національний
телеканал, 20 хв., 7 випусків) .
2003 р. — Автор і режисер
відеофільму «Дипломатичний агент»
(1-й Національний телеканал, «1+1», «ТЕТ», «ICTV», 45 хв.)
1996-98 рр. — Начальник відділу реклами, інформації та пропаганди кіно Головного управління
кінематографії Міністерства культури і мистецтв України.
1999-2003 рр. — Викладач режисерської майстерності в Київському
державному інституті театрального мистецтва ім. І. К. Карпенка-Карого.
2013-14 рр. — Викладач режисерської майстерності ігрового і документального фільму в
гуманітарному коледжі Уманського державного університету.